# Rathaus Gadebusch

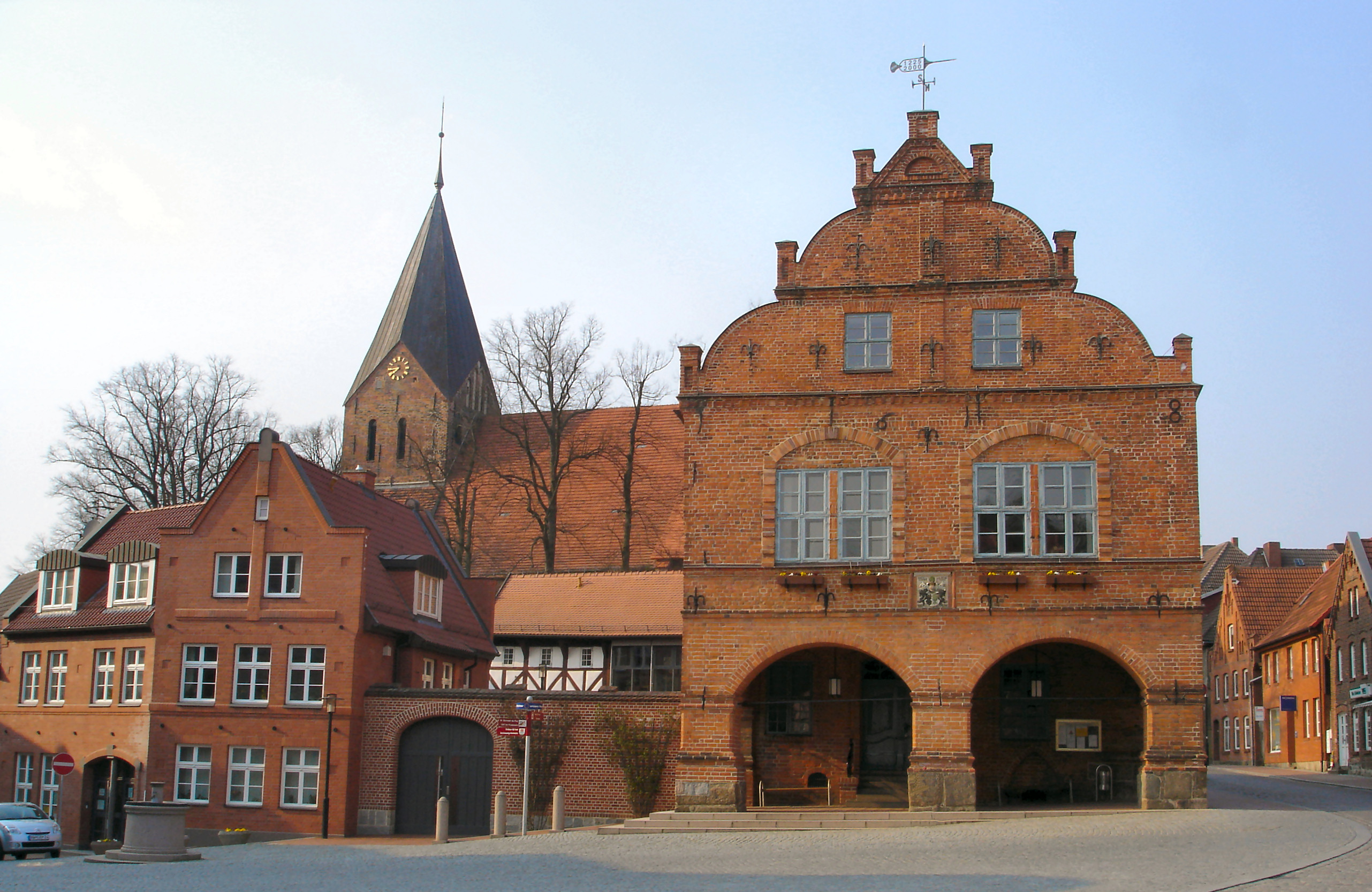

Das Rathaus Gadebusch in Gadebusch (Mecklenburg-Vorpommern), Am Markt 1, wurde um 1340 gebaut und 1618 umgebaut.
Das Gebäude steht unter Denkmalschutz.

## Geschichte

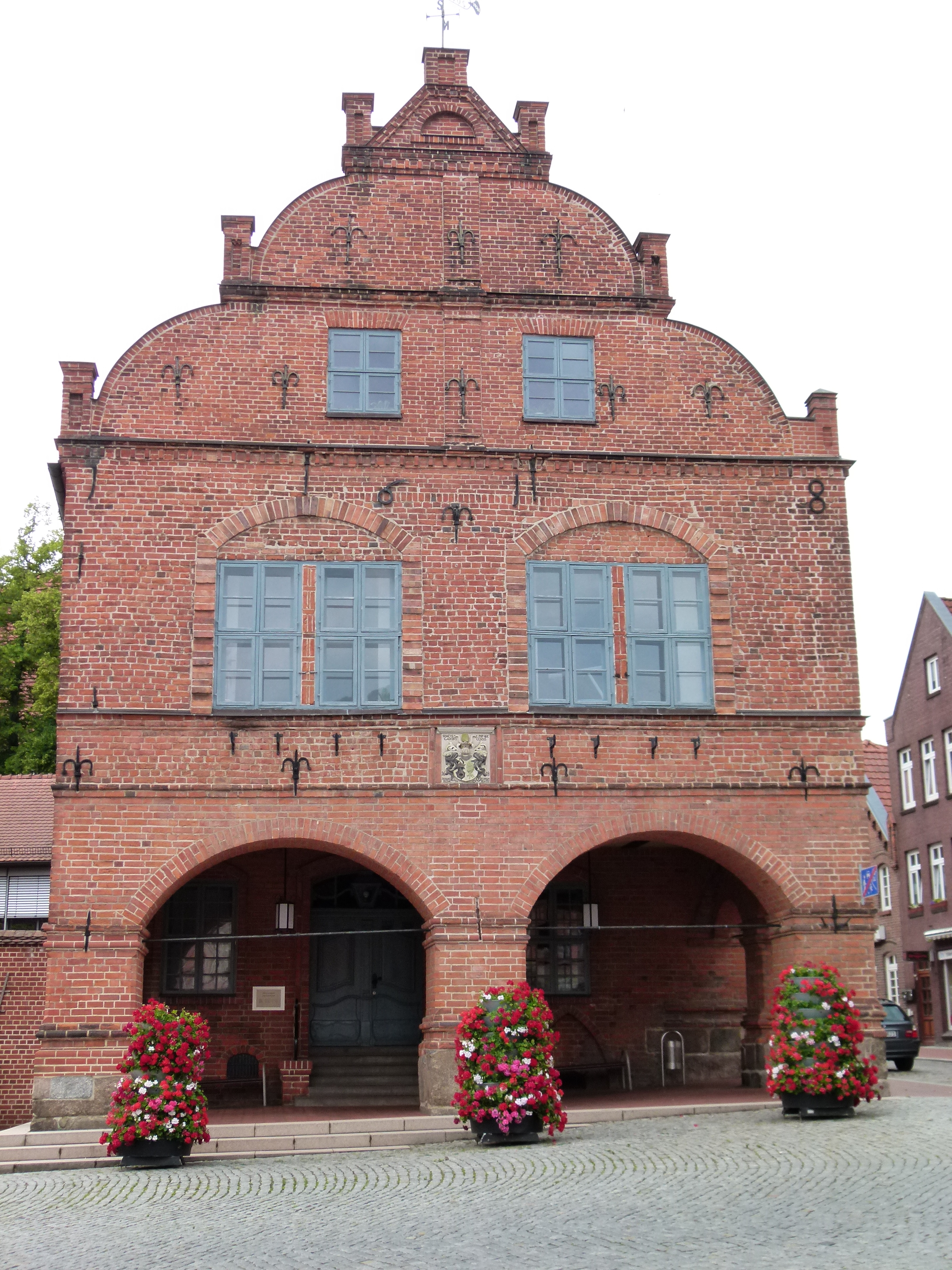

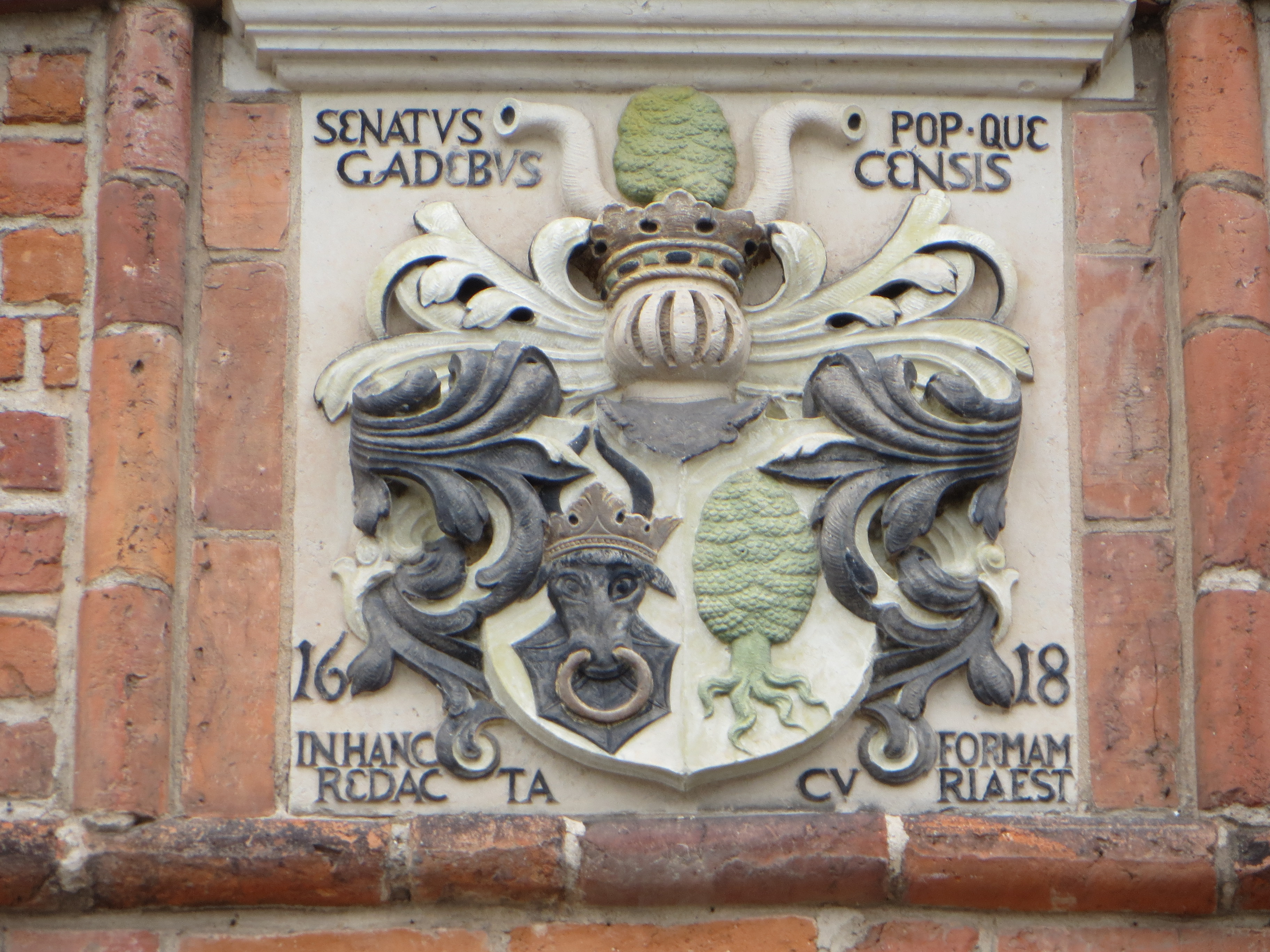
Wappen von 1618

Die Stadt Gadebusch mit 5461 Einwohnern (2020) wurde 1210 als Godebuz erwähnt und erhielt 1225 das Stadtrecht (civis).
Der zweigeschossige gotische Backsteinbau von um 1340 ist im Kern für den Kaufmannsstand neben der Stadtkirche Gadebusch gebaut worden. Rathaus und Kirche standen auf einem Platz, die Straße dazwischen entstand erst im späten Mittelalter. Als das städtische Gericht eingeführt wurde, musste der Kernbau im 15. Jahrhundert zur Kirche hin nunmehr als Rathaus erweitert werden.
1618 erfolgte der Umbau im Stil der Renaissance mit einem Treppengiebel und der flachbogigen, offenen Gerichtslaube, in der die Gerichtsverhandlungen stattfanden, sowie der neuen Rückfront. Im Obergeschoss war früher das Stadtgefängnis; die Originalgefängnistür mit Essenluke blieb erhalten. Ein Teil des Kaak genannten Prangers an der Ostseite der Gerichtslaube ist erhalten geblieben. Das Ratsdienerhaus in Fachwerk stammt von um 1580.
Das Stadtwappen aus Stein an der Giebelfront zeigt die gusseiserne Jahreszahl, den gekrönten schwarzen Stierkopf (für Mecklenburg) und links einen ausgerissenen grünen Busch (für Gadebusch) mit den dreizackigen Blättern.
Im Rahmen der Städtebauförderung erfolgte von 1997 bis 2001 die Sanierung des Rathauses. Im Ratsdienerhaus war bis 1994 das Stadtarchiv. Es wurde 1997 detailgenau restauriert und ist einer der ältesten Profanbauten von Mecklenburg.